# Periclimenes
Periclimenes är ett släkte av kräftdjur. Periclimenes ingår i familjen Palaemonidae.

## Bildgalleri

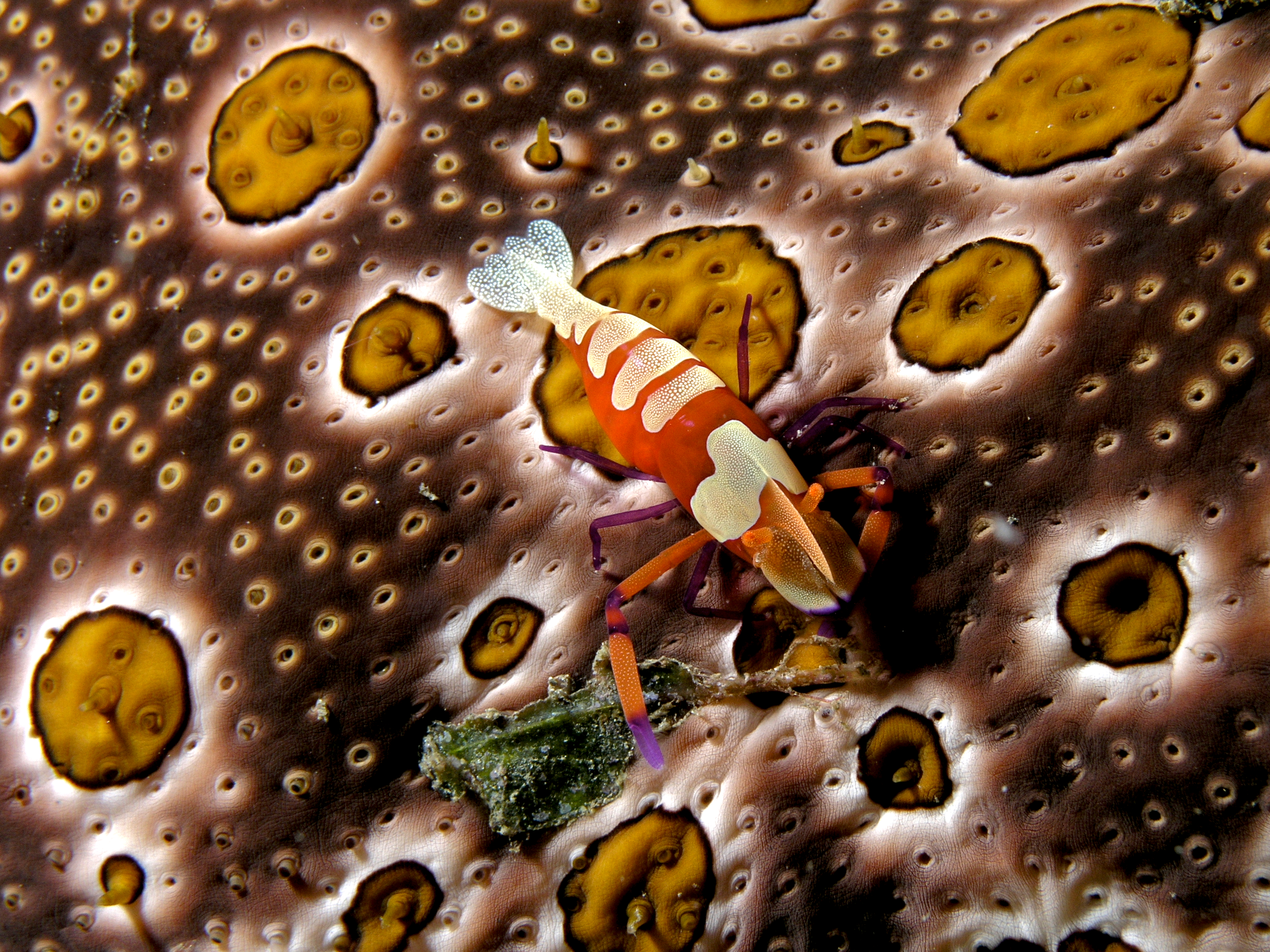
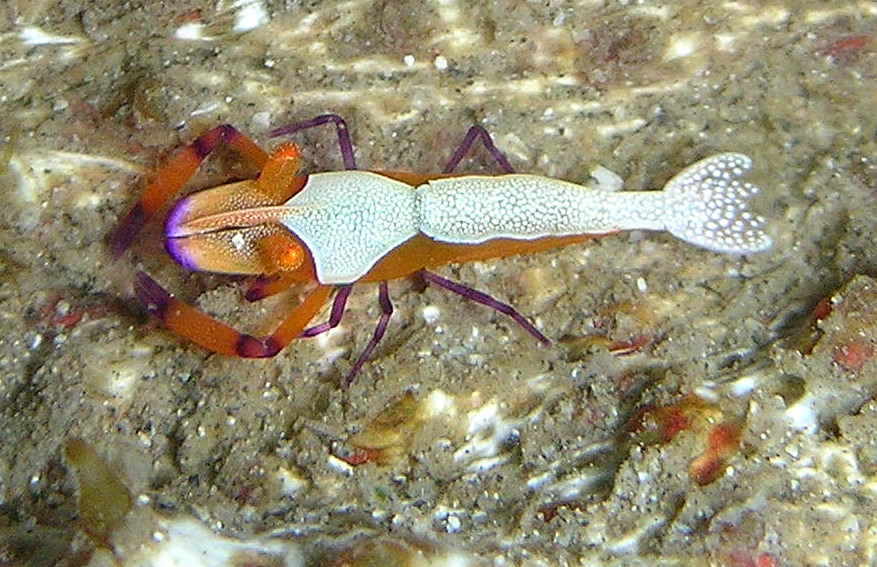
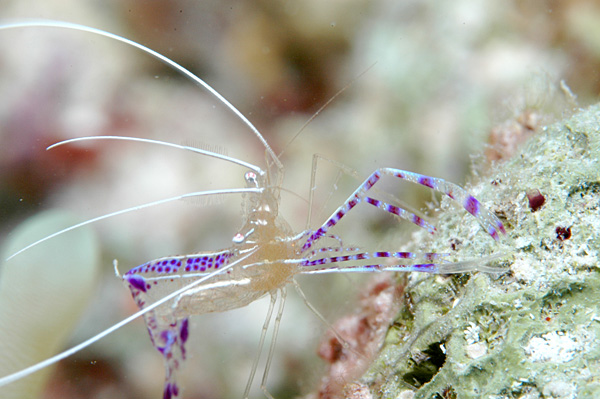
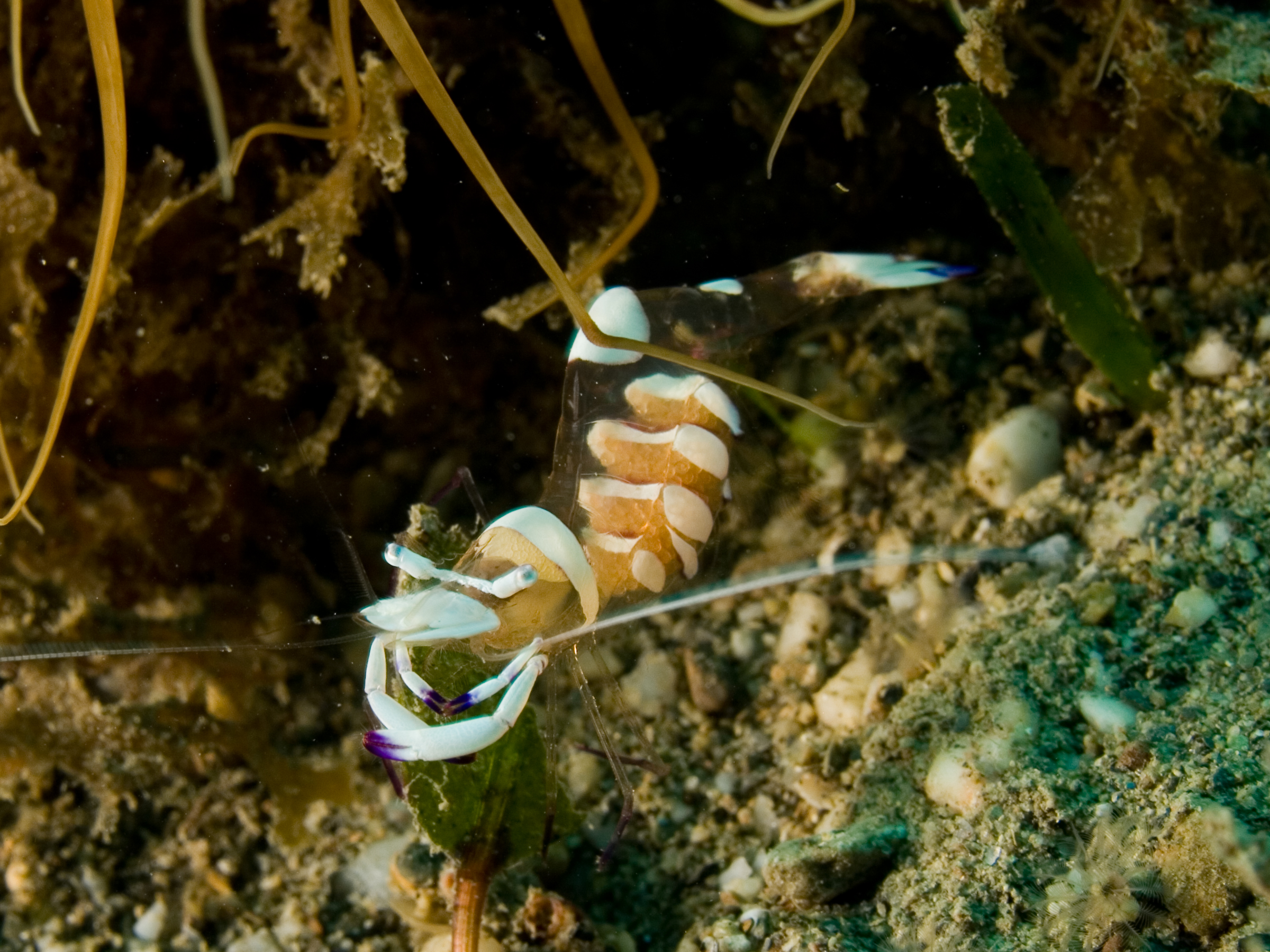

## Dottertaxa tillPericlimenes, i alfabetisk ordning[1]
- Periclimenes aesopius
- Periclimenes affinis
- Periclimenes agag
- Periclimenes akiensis
- Periclimenes albatrossae
- Periclimenes alcocki
- Periclimenes aleator
- Periclimenes alegrias
- Periclimenes amboinensis
- Periclimenes americanus
- Periclimenes amethysteus
- Periclimenes amymone
- Periclimenes anacanthus
- Periclimenes andamanensis
- Periclimenes andresi
- Periclimenes anthophilus
- Periclimenes attenuatus
- Periclimenes batei
- Periclimenes bayeri
- Periclimenes bowmani
- Periclimenes brevicarpalis
- Periclimenes brevinaris
- Periclimenes brevirostris
- Periclimenes brocketti
- Periclimenes brockii
- Periclimenes brucei
- Periclimenes calcaratus
- Periclimenes calmani
- Periclimenes carinidactylus
- Periclimenes ceratopthalmus
- Periclimenes colemani
- Periclimenes commensalis
- Periclimenes compressus
- Periclimenes consobrinus
- Periclimenes coriolis
- Periclimenes crinoidalis
- Periclimenes cristimanus
- Periclimenes curvirostris
- Periclimenes darwiniensis
- Periclimenes delagoae
- Periclimenes demani
- Periclimenes denticulatus
- Periclimenes dentidactylus
- Periclimenes difficilis
- Periclimenes digitalis
- Periclimenes diversipes
- Periclimenes edwardsii
- Periclimenes elegans
- Periclimenes ensifrons
- Periclimenes exederens
- Periclimenes finlayi
- Periclimenes forcipulatus
- Periclimenes foresti
- Periclimenes foveolatus
- Periclimenes franklini
- Periclimenes fujinoi
- Periclimenes galene
- Periclimenes gonioporae
- Periclimenes gorgonicola
- Periclimenes gracilis
- Periclimenes grandis
- Periclimenes granulatus
- Periclimenes granulimanus
- Periclimenes granuloides
- Periclimenes harringtoni
- Periclimenes hertwigi
- Periclimenes hirsutus
- Periclimenes holthuisi
- Periclimenes hongkongensis
- Periclimenes imperator
- Periclimenes incertus
- Periclimenes indicus
- Periclimenes infraspinis
- Periclimenes ingressicolumbi
- Periclimenes inornatus
- Periclimenes insolitus
- Periclimenes investigatoris
- Periclimenes iridescens
- Periclimenes ischiospinosus
- Periclimenes johnsoni
- Periclimenes jugalis
- Periclimenes kempi
- Periclimenes kornii
- Periclimenes kororensis
- Periclimenes laccadivensis
- Periclimenes lanipes
- Periclimenes latipollex
- Periclimenes lepidus
- Periclimenes leptodactylus
- Periclimenes leptopus
- Periclimenes longicarpus
- Periclimenes longicaudatus
- Periclimenes longimanus
- Periclimenes longipes
- Periclimenes longirostris
- Periclimenes lucasi
- Periclimenes lutescens
- Periclimenes madreporae
- Periclimenes magnificus
- Periclimenes magnus
- Periclimenes mahei
- Periclimenes maldivensis
- Periclimenes meyeri
- Periclimenes milleri
- Periclimenes nilandensis
- Periclimenes novaecaledoniae
- Periclimenes obscurus
- Periclimenes ordinarius
- Periclimenes ornatellus
- Periclimenes ornatus
- Periclimenes paivai
- Periclimenes pandionis
- Periclimenes paraparvus
- Periclimenes parasiticus
- Periclimenes parvispinatus
- Periclimenes parvus
- Periclimenes patae
- Periclimenes pauper
- Periclimenes pectiniferus
- Periclimenes pectinipes
- Periclimenes pedersoni
- Periclimenes perlucidus
- Periclimenes perryae
- Periclimenes perturbans
- Periclimenes petitthouarsii
- Periclimenes pholeter
- Periclimenes pilipes
- Periclimenes platalea
- Periclimenes platycheles
- Periclimenes platyrhynchus
- Periclimenes poupini
- Periclimenes psamathe
- Periclimenes rapanui
- Periclimenes rathbunae
- Periclimenes rectirostris
- Periclimenes rex
- Periclimenes richeri
- Periclimenes ruber
- Periclimenes sagittifer
- Periclimenes scriptus
- Periclimenes setirostris
- Periclimenes seychellensis
- Periclimenes sibogae
- Periclimenes signatus
- Periclimenes sinensis
- Periclimenes soror
- Periclimenes spinifer
- Periclimenes suvadivensis
- Periclimenes tenellus
- Periclimenes tenuipes
- Periclimenes tenuirostris
- Periclimenes tenuis
- Periclimenes toloensis
- Periclimenes tonga
- Periclimenes tosaensis
- Periclimenes ungujaensis
- Periclimenes uniunguiculatus
- Periclimenes watamuae
- Periclimenes vaubani
- Periclimenes veleronis
- Periclimenes venustus
- Periclimenes yaldwyni
- Periclimenes yucatanicus
- Periclimenes zanzibaricus
- Periclimenes zerinae